# تیمورلو (اسکو)
تیمورلو یکی از روستاهای استان آذربایجان شرقی است که در دهستان جزیره بخش ایلخچی شهرستان اسکو واقع شده‌است.این روستا ۱۴۲ نفر جمعیت دارد.